# Hrabstwo New Castle
New Castle – hrabstwo (ang. county) w stanie Delaware w USA. Populacja wynosi 500 265 mieszkańców (stan według spisu z 2000 r.).
Powierzchnia hrabstwa wynosi 1278 km². Gęstość zaludnienia wynosi 453 osób/km².

## Miejscowości
- Bellefonte
- Elsmere
- Townsend
- Delaware City
- Middletown
- Newport
- New Castle
- Newark
- Smyrna
- Odessa
- Wilmington

## Wsie
- Arden
- Ardencroft
- Ardentown

## CDP
- Bear
- Brookside
- Claymont
- Edgemoor
- Glasgow
- Greenville
- Hockessin
- North Star
- Pike Creek
- Pike Creek Valley
- Wilmington Manor